# 胃心综合征
胃心综合征是一种医学综合征，描述了由胃肠道变化刺激的一系列心血管症状。通常是指由于胃部疾病反射性引起心血管系统的功能紊乱。

## 症状
症状可能如下。这些症状是周期性的，仅在「发作」期间发生，通常是在进食后。
- 窦性心动过缓
- 吸气困难
- 心绞痛
- 左心室不适
- 疲劳
- 焦虑
- 呼吸不畅
- 肌肉疼痛（抽筋）
- 突发或持续眩晕或头晕
- 睡眠障碍（特别是在进食后几个小时内睡觉，或左侧卧时）
- 早搏
- 潮热
- 心动过速

## 检查
- 心电图：大多正常，但可能出现ST-T改变、心律不齐、心律失常等表现。
- 消化道内镜检查
- X线检查

## 成因
成因不明，但可能如下：
- 胃食管逆流
- 胆结石
- 食管裂孔疝
- 肠道疾病
- 肠梗阻